# Jōsei-Wasserfall
Der Jōsei-Wasserfall (japanisch 常清滝 Jōseidaki) liegt in Miyoshi im Norden der japanischen Präfektur Hiroshima. 
Der Jōsei-Wasserfall ist als Landschaftlich Schöner Ort ausgewiesen und als einer der Top-100-Wasserfälle Japans.  Der Wasserfall, der eine Fallhöhe von 126 m aufweist, liegt an einem Bach, der nach Nordwesten in den Sakugi (作木川) läuft. Dieser fließt von dort wenige hundert Meter nach Westen bis zum Gō (江の川), welcher in einem Bogen nach Nordwesten fließt und bei Gōtsu ins Japanische Meer mündet.
Der Jōsei-Wasserfall besteht aus drei Stufen. Die oberste heißt Aranami (荒波, „Wilde Welle“) und ist 36 m hoch, die zweite heißt Shiraito (白糸, „Weißer Faden“ oder „Weiße Fäden“) und ist 69 m hoch und die unterste heißt Tamamizu (玉水) und ist 21 m hoch. Der Wasserfall friert im Winter zu. Er ist von einem Parkplatz über einen etwa 600 m langen Fußweg zu erreichen. In der Umgebung wächst Laubwald, der hauptsächlich aus Japanischen Zelkoven, Chinesischen Korkeichen und Quercus serrata besteht.